# Deutsche Dreiband-Meisterschaft 1936

Veranstaltungsort: Berlin

Die Deutsche Dreiband-Meisterschaft 1935/2 (DDM) war die achte Ausgabe dieser Turnierserie und fand vom 15. bis 18. Dezember in Berlin statt.

## Geschichte
Es war die zweite Meisterschaft des Jahres. Diese DDM gehörte zur Saison 1935/36, die im März ausgetragene zur Vorsaison 1934/35.
Das Teilnehmerfeld war um einen Spieler auf nunmehr acht Spieler angewachsen, seit dem ersten Turnier 1929 nahmen nicht so viele Spieler teil. Zum ersten Mal nahm der Duisburger August Tiedtke an der Meisterschaft teil und stieß den Seriengewinner Otto Unshelm vom ersten Platz, diesen beanspruchte er für sich und sollte ihn auch bis 1939 nicht wieder abgeben. Wie schon im vorherigen Turnier wurde Erich Stoewe wieder Vizemeister und Unshelm kam nur durch seinen besseren Generaldurchschnitt (GD) auf den dritten Platz. Er hatte Punktegleichstand (8:6) mit Pesch und Willems. Zum ersten Mal seit seiner Turnierteilnahme hatte Unshelm gleich drei Spiele verloren, 1931 und bei beiden Turnieren 1932 hatte er nur jeweils ein Spiel verloren und wurde Turniersieger. Tiedtke schraubte den von Bechter und Unshelm gehaltenen Rekord der Höchstserie (HS) um zwei Punkte auf elf nach oben. Ein Rekord der erst 1954 von Siegfried Spielmann mit 15 Punkten übertroffen wurde. Tiedtke blieb während des gesamten Turniers ungeschlagen und spielte den besten GD von 0,651, ebenfalls ein neuer Turnierrekord. Neben diesen beiden neuen Rekordmarken fiel sein bester Einzeldurchschnitt (ED) des Turniers von 0,892 kaum auf. Konnte Oswald Flügen bisher bei seinen Turnierteilnahmen jeweils ein Spiel gewinnen, so blieb er in diesem Jahr erfolglos und landete sieglos auf dem letzten Platz.

## Modus
Es spielte „Jeder gegen Jeden“ (Round Robin) auf 50 Punkte.

## Abschlusstabelle
| MP    | Match Points (Sieger = 2; Unentschieden = 1; Verlierer = 0) |
| Pkte. | Erzielte Karambolagen                                       |
| Aufn. | Benötigte Versuche                                          |
| GD    | Generaldurchschnitt                                         |
| BED   | Bester Einzeldurchschnitt eines Spielers                    |
| HS    | Höchstserie                                                 |
|       | Bester GD des Turniers                                      |
|       | Bester ED des Turniers                                      |
|       | Beste HS des Turniers                                       |
|       | 1. Platz (Gold)                                             |
|       | 2. Platz (Silber)                                           |
|       | 3. Platz (Bronze)                                           |

| 1                          | August Tiedtke (Arnheim)      | 14:0 | 350 | 537 | 0,651 | 0,892 | 11 |
| 2                          | Erich Stoewe (Berlin)         | 10:4 | 327 | 512 | 0,638 | 0,735 | 7  |
| 3                          | Otto Unshelm (Dresden)        | 8:6  | 329 | 569 | 0,578 | 0,684 | 6  |
| 4                          | Willy Pesch (Köln)            | 8:6  | 310 | 623 | 0,497 | 0,649 | 6  |
| 5                          | Willy Willems (Solingen)      | 8:6  | 316 | 647 | 0,488 | 0,561 | 5  |
| 6                          | Gerd Thielens (Gelsenkirchen) | 4:10 | 281 | 558 | 0,503 | 0,724 | 8  |
| 7                          | Franz Jakoby (Essen)          | 4:10 | 275 | 636 | 0,432 | 0,543 | 5  |
| 8                          | Oswald Flügel (Köln)          | 0:14 | 259 | 636 | 0,407 | –     | 5  |
| Turnierdurchschnitt: 0,467 |                               |      |     |     |       |       |    |